# Ernst Liebergesell
Ernst Liebergesell (* 23. Juli 1902 in München; † 17. März 1968 in Jamaika) war ein deutscher Bauunternehmer und Handwerksfunktionär sowie Träger hoher Auszeichnungen.

## Werdegang
Liebergesell wurde als Sohn des Münchner Baumeisters Paul Liebergesell geboren. Nach Studium an der Technischen Hochschule München, das er als Diplom-Ingenieur abschloss, trat er 1927 in die von seinem Vater gegründete Bauunternehmung Liebergesell & Lehmann ein. Als 1932 sein Vater starb, übernahm er die alleinige Leitung des Unternehmens. Die Firma führte zahlreiche namhafte Bauten aus, so das Pressehaus in der Bayerstraße, den Wiederaufbau der Hypotheken- und Wechselbank und das Kaufhaus Oberpollinger.
1946 wurde er Leiter der Bayerischen Bau-Berufsgenossenschaft und 1948 Obermeister der Bauinnung sowie Präsident des Landesverbandes Bayerischer Bauinnungen. Von 1951 bis 1968 war er Präsident des Zentralverbands Deutsches Baugewerbe und von 1953 an Vizepräsident der Internationalen Vereinigung für Hoch- und Tiefbau.
Für die CSU gehörte er ab 1960 dem Münchner Stadtrat an.

## Ehrungen
- 1955: Verdienstkreuz (Steckkreuz) der Bundesrepublik Deutschland
- 1963: Bayerischer Verdienstorden
- 1968: Großes Verdienstkreuz der Bundesrepublik Deutschland